# Puchar Pokoju i Przyjaźni 1967
Sezon 1967 Pucharu Pokoju i Przyjaźni – piąty sezon Pucharu Pokoju i Przyjaźni. Mistrzem wśród kierowców został Heinz Melkus, natomiast mistrzostwo narodów wywalczył zespół NRD.

## Kalendarz wyścigów
Źródło: formula2.net
| Runda | Data        | Tor    | Pole position    | Najszybsze okrążenie | Zwycięzca (kierowcy) | Zwycięzca (zespoły) |
| ----- | ----------- | ------ | ---------------- | -------------------- | -------------------- | ------------------- |
| 1     | 25 lipca    | Győr   | ?                | ?                    | Heinz Melkus         | NRD                 |
| 2     | 4 czerwca   | Kraków | Heinz Melkus     | ?                    | Miroslav Fousek      | Czechosłowacja      |
| 3     | 3 września  | Brno   | ?                | ?                    | Vladimír Hubáček     | ?                   |
| 4     | 10 września | Drezno | Vladimír Hubáček | Václav Bobek         | Heinz Melkus         | ?                   |

## Klasyfikacja
| Legenda oznaczeń w tabelach wyników Wyświetl szablon na nowej stronie | Legenda oznaczeń w tabelach wyników Wyświetl szablon na nowej stronie                                                                     |
| Oznaczenie                                                            | Wyjaśnienie |
| --------------------------------------------------------------------- | --- |
| Złoty                                                                 | Zwycięzca lub mistrzostwo |
| Srebrny                                                               | 2. miejsce lub wicemistrzostwo |
| Brązowy                                                               | 3. miejsce lub II wicemistrzostwo |
| Zielony                                                               | Ukończył, punktował (w klasyfikacji generalnej, gdy zdobył co najmniej jeden punkt na przestrzeni sezonu, poza trzema powyższymi opcjami) |
| Niebieski                                                             | Ukończył, nie punktował (w klasyfikacji generalnej, gdy nie zdobył co najmniej jednego punktu na przestrzeni sezonu)                      |
| Czerwony                                                              | Nie zakwalifikował się (NZ) |
| Czerwony                                                              | Nie prekwalifikował się (NPK) |
| Różowy                                                                | Nie ukończył (NU) |
| Różowy                                                                | Niesklasyfikowany (NS) (w klasyfikacji generalnej, gdy nie został sklasyfikowany w żadnym wyścigu sezonu)                                 |
| Czarny                                                                | Zdyskwalifikowany (DK) |
| Czarny                                                                | Wykluczony (WYK/EX) |
| Biały                                                                 | Nie wystartował (NW) |
| Biały                                                                 | Kontuzjowany (K/INJ) |
| Biały                                                                 | Wyścig odwołany (OD/C) |
| Bez koloru                                                            | Został wycofany (WYC/WD) |
| Bez koloru                                                            | Nie przybył (NP/DNA) |
| Bez koloru                                                            | Nie brał udziału w treningach (NT/DNP) |
| Bez koloru                                                            | Nie został zgłoszony (–) |
| Pogrubienie                                                           | Start z pole position |
| Kursywa                                                               | Najszybsze okrążenie wyścigu |
| †                                                                     | Nie ukończył, ale jego rezultat został zaliczony ze względu na przejechanie więcej niż 90% dystansu wyścigu.                              |
| *                                                                     | Sezon w trakcie |
| 1/2/3                                                                 | Punktowana pozycja w sprincie kwalifikacyjnym                                                                                             |
| Lista systemów punktacji Formuły 1                                    | |

### Kierowcy
| Poz. | Kierowca              | GYŐ | KRK | BRN | DRE |
| ---- | --------------------- | --- | --- | --- | --- |
| 1    | Heinz Melkus          | 1   | 3   | 4   | 1   |
| ?    | Miroslav Fousek       | -   | 1   | 3   | 2   |
| ?    | Vladimír Hubáček      | -   | -   | 1   | NU  |
| ?    | Willy Lehmann         | 2   | -   | -   | 3   |
| ?    | Jaroslav Bobek        | -   | 2   | -   | -   |
| ?    | Václav Bobek          | -   | 4   | 2   | NU  |
| ?    | Tibor Széles          | 3   | -   | -   | NU  |
| ?    | Frieder Rädlein       | -   | 11  | 5   | 4   |
| ?    | Hans Roediger         | 4   | 12  | -   | -   |
| ?    | Józef Kiełbania       | 5   | 16  | -   | NU  |
| ?    | Christian Pfeiffer    | -   | -   | -   | 5   |
| ?    | Antoni Weiner         | -   | 5   | -   | NU  |
| ?    | Jurij Andriejew       | 6   | -   | -   | NU  |
| ?    | Henryk Nowak          | -   | 6   | -   | -   |
| ?    | Zbigniew Sucharda     | -   | NU  | -   | 6   |
| ?    | Longin Bielak         | -   | 7   | -   | -   |
| ?    | Henry Saarm           | -   | -   | -   | 7   |
| ?    | Otto Bartkowiak       | -   | 8   | -   | -   |
| ?    | Peter Findeisen       | -   | 10  | -   | 8   |
| ?    | Grzegorz Timoszek     | -   | 9   | -   | -   |
| ?    | Herbert Armstroff     | -   | -   | -   | 9   |
| ?    | Antal Németh          | 10  | -   | -   | 10  |
| ?    | István Sulyok         | -   | -   | -   | 11  |
| ?    | Manfred Bretschneider | -   | -   | -   | 12  |
| ?    | Giennadij Żarkow      | -   | -   | -   | 13  |
| ?    | Andrzej Zieliński     | -   | NU  | -   | -   |
| ?    | Stanisław Kołecki     | -   | NU  | -   | -   |
| ?    | Miklós de Sorgo       | -   | -   | -   | NU  |
| ?    | Alois Gbelec          | -   | -   | -   | NU  |
| ?    | Ksawery Frank         | -   | -   | -   | NU  |
| ?    | Aleksandr Griszin     | -   | -   | -   | NU  |

### Zespoły
| Miejsce | Zespół         |
| ------- | -------------- |
| 1       | NRD            |
| 2       | Czechosłowacja |
| 3       | Polska         |
| 4       | Węgry          |
| 5       | ZSRR           |